# Charlie Chaplin Solo
Charlie Chaplin Solo er en amerikansk stumfilm fra 1916 af Charles Chaplin.

## Medvirkende
- Charles Chaplin
- Albert Austin